# درجات استواء اللحم

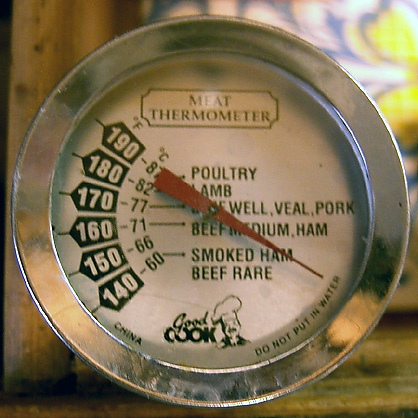
ميزان حرارة لقياس درجة حرارة اللحم الداخلية

المَطْهَوَيَّة أو درجات إستواء اللحم هو إشارة لدرجة حرارة شريحة اللحم ولونها من الداخل. حسب وزارة الزراعة الأمريكية من المستحسن أن تصل درجة الحرارة الداخلية للحم عند طبخه إلى 63 °م (145 °ف) لتفادي التسمم الغذائي.
| بالعربية  | بالإنكليزية        | بالفرنسية    | الوصف                                       | درجة الحرارة !! من المستحسن حسب وزارة الزراعة الأمريكية |                                           |
| --------- | ------------------ | ------------ | ------------------------------------------- | ------------------------------------------------------- | ----------------------------------------- |
| زرقاء     | Extra-rare أو Blue | bleu         | أحمر داكن من الداخل وباردة                  | 46–49 دْ                                                 |                                           |
| دامية     | Rare               | saignant     | حمراء وباردة في المنتصف وطرية               | 52–55 دْ                                                 |                                           |
| تحت الوسط | Medium rare        | à point      | حمراء وساخنة في المنتصف وتصبح أكثر قساوة    | 55–60 دْ                                                 |                                           |
| وسط       | Medium             | demi-anglais | تميل إلى اللون الوردي وتصبح أقسى من سابقتها | 60–65 دْ                                                 | 145 °F تركها لترتاح لثلاث دقائق على الأقل |
| فوق الوسط | Medium well        | cuit         | القليل من اللون الوردي في المنتصف           | 65–69 دْ                                                 |                                           |
| كاملة     | Well done          | bien cuit    | تميل الي اللون البني الفاتح وتصل لأقسى درجة | 71 دْ                                                    | 160 °F اللحم المفروم                      |

## اللون
عند طبخ اللحم فان لونه ينتقل من الأحمر إلى الوردي إلى السكني فالبني ثم الأسود عندما تحرق، وتبدأ بخسارة عصارتها وسوائلها عند انتقالها من درجة استواء لإخرى أثناء طبخها.